# Apartamenti 2XL
Apartamenti 2XL ist eine Fernsehsendung aus Albanien, die sich der „Improvisationscomedy“ (Stegreifkomödie, Improvisationstheater) verschrieben hat. Sie wird ohne Drehbuch vor Publikum aufgezeichnet, jedoch erhalten die Darsteller Stichwörter für ihre Aufgaben.
Ausgestrahlt wird die Sendung beim Sender Vizion Plus immer sonntags um 21:15 Uhr. Im Sommer wird eine Sendepause eingelegt.

## Idee
Die Idee stammt vom Regisseur Turjan Hysko, den ähnliche Formate wie zum Beispiel die Schillerstraße inspirierten.

## Format
In der Sendung werden verschiedene Alltagsthemen von den Darstellern aufgenommen und auf witziger sowie humoristischer Weise vor einem Live-Publikum behandelt.

## Sonstiges
Die drei wichtigsten Darsteller Ermal Mamaqi, Gentian Zenelaj und Julian Deda kündigten im Jahr 2009 per sofort ihren Vertrag bei Portokalli (Top Channel) und wechselten zu Vizion Plus hinüber, wo sie zusammen mit Turjan Hysko und Gentian Bejko die Idee realisierten. Die drei Darsteller verdanken mehrheitlich Portokalli ihre große Bekanntheit in Albanien.